# 紀長谷雄
紀 長谷雄（き の はせお）は、平安時代前期の公卿・文人。典薬頭・紀国守の孫。弾正大忠・紀貞範の子。官位は従三位・中納言。『竹取物語』の作者の候補者の一人であり、『長谷雄草紙』の主人公。

## 経歴
若い頃より学問を志し、18歳にして文章をつづることを会得したが、有力な援助者はなく、紀伝道の名家であった菅原氏・大江氏などとは異なり、学問を指導し取り立ててくれる人物にも恵まれなかったという。
貞観10年（868年）頃より、当時文章得業生であった都良香に師事し詩文を学ぶが、神仙的人物として敬仰された良香からは神仙や怪奇についても影響を受けたともされる。ある夜、紀伝道を学ぶ学生が群飲して「幽人春水に釣す」の題で試作を競った。良香は、ただひとり長谷雄の詩を取り上げて「綴韻の間、甚だ風骨を得る」（韻を綴る間の趣きが非常に優れている）と激賞した。良香のこの一言によって、長谷雄はようやくその名を知られるようになった。しかし、逆にその才能を妬む同じ門人から讒言を受けてしまい、師である良香との関係が次第に疎遠になっていったという。
貞観18年（876年）32歳にしてようやく文章生に補せられ、字を紀寛と称した。元慶5年（881年）文章得業生となるが、このころ長谷雄は次第に菅原道真の人柄に引かれ、道真と同門の党を結ぶようになった。元慶6年（882年）には右衛門大尉・坂上茂樹と共に掌渤海客使を務め、元慶7年（883年）対策に丁科で及第して三階昇進し従七位下に叙せられた。その後、讃岐掾・少外記を経て、仁和4年（888年）従五位下に叙爵するが、道真の推挙によるものとも想定される。
宇多朝前半は、図書頭・文章博士・式部少輔を歴任する。寛平6年（894年）に従五位上・右少弁に叙任されると、寛平7年（895年）正五位下、寛平8年（896年）従四位下と宇多朝後半は急速に昇進を果たし、この間の寛平7年（895年）に式部少輔・大学頭・文章博士を兼ねて三職兼帯の栄誉に浴し、寛平9年（897年）には式部大輔兼侍従に任ぜられた。また、菅原道真に才能を見込まれ、寛平6年（894年）に計画されるも道真の建議により中止となった最後の遣唐使では副使に補されている。長谷雄の知識や政務能力、そして人柄は宇多天皇からも早くから嘱目されており、宇多上皇が醍醐天皇に与えた御遺戒の中でも、藤原時平、菅原道真、藤原定国、平季長と並べて、長谷雄を「心をしれり、顧問にも、そなわりぬべし」あるいは「博く、経典に渉り、共に大器なり」と評して推挙されている。
醍醐朝に入ると左右大弁の要職を務める。昌泰4年（901年）昌泰の変が発生し、師とも仰ぐ右大臣・菅原道真が大宰権帥に左遷されて失脚する。この変において長谷雄がどのような態度を取ったかは明らかではないが、道真に深い同情の念を寄せ、無念やるかたのない想いを抱きながらも、恐らく宇多上皇に慰留されて、目立った行動を起こすようなことを慎んでいたと想定される。あるいは行動が逆効果になることを恐れていた可能性もある。それでも、秘かに長谷雄は配所の道真を慰め援助していたと見られ、道真もこの誠意に感じ、配所で作った詩集『菅家後集』を長谷雄に贈っている。長谷雄は道真に心を寄せていたものの、醍醐天皇や執政の左大臣・藤原時平も長谷雄の人柄や優れた政務能力を無視できず、延喜2年（902年）には参議に任じて公卿に加えた。なお、参議任官を挟んで要職の左大弁を約10年の長期に亘って務めたが、長谷雄が優秀な官人であったことの証明とする意見もある。延喜10年（910年）従三位・権中納言、延喜11年（911年） 中納言に至る。醍醐天皇の侍読を務める一方、『延喜格式』の編纂にもあたった。
延喜12年（912年）2月10日薨去。享年68。最終官位は中納言従三位。

## 人物
漢詩文集に『紀家集』があり、和歌が『後撰和歌集』に4首入集している。『竹取物語』の作者の候補者の一人。

## 説話
長谷雄の祖父である紀国守は医道を家業として伝えてきたが、国守の遺誡により、紀氏の衰退から脱却するために新しく家を継ぐ者には紀伝道を学ばせることになった。 しかし、国守の子である貞範はその遺誡を果せぬことを覚って、自ら長谷寺に参籠し、文才の優れた子を授ることを祈願した。 満願の日に至り、御帳の中より12-3歳ばかりの童子が現れ、貞範の懇篤なる願いを聞き届け、「吾は汝の子とならん」と伝え、さらに、汝とこの山の松に変らぬ契りを結ぼうと夢告した。やがて、貞範は夢告にいう「松」は、「十八公」とも書くと気づく。観音の縁日は18日であったことから、観世音菩薩が伽藍守護の金剛童子を授けて下さったと歓喜し、その童子を長谷観音に因んで「長谷雄」と名付けたという（『三国伝記』）。

## 官歴
注記のないものは『公卿補任』による。
- 貞観18年（876年） 春：文章生
- 時期不詳：従八位下[10]

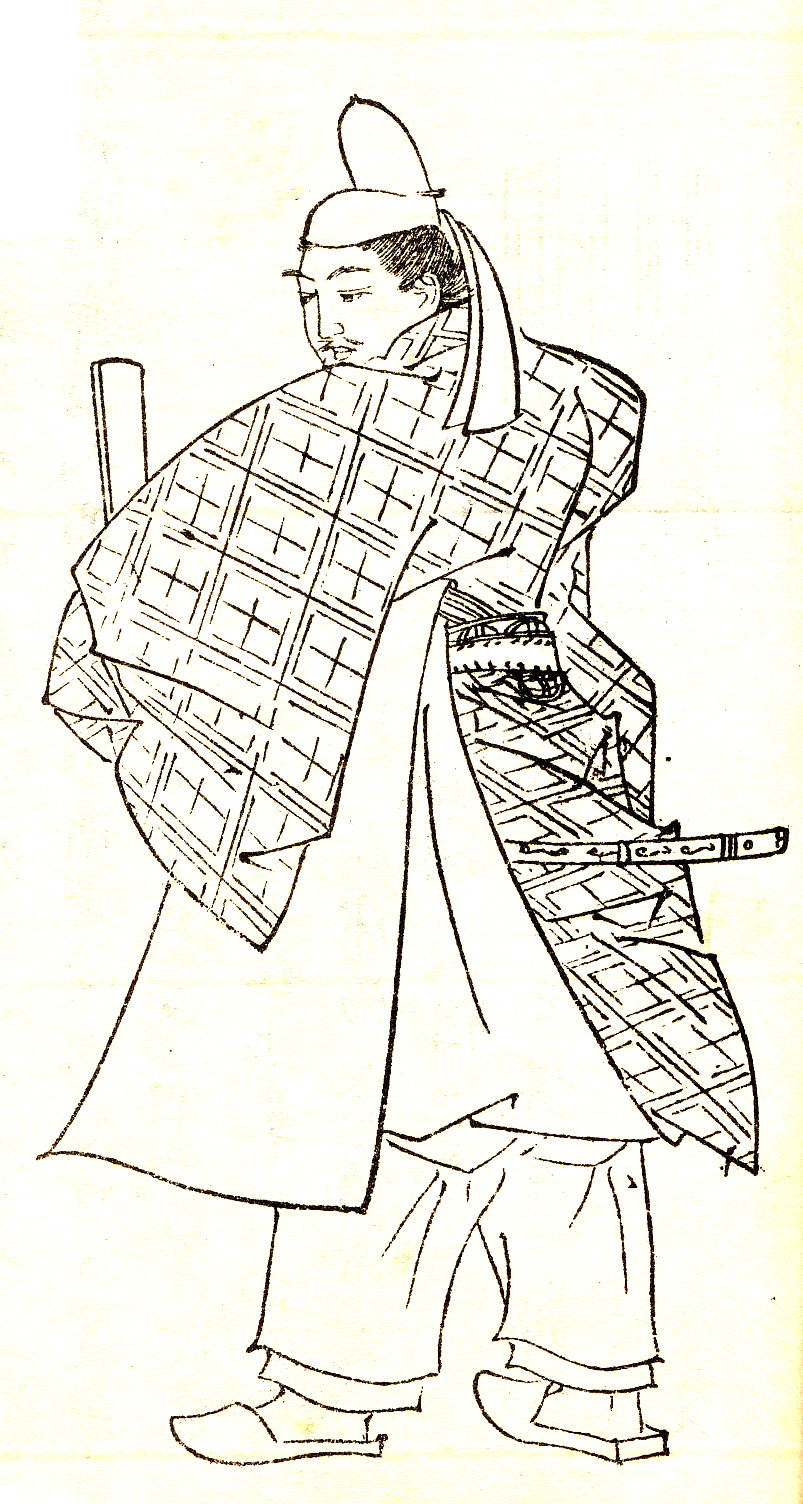
紀長谷雄（菊池容斎『前賢故実』）

- 元慶5年（881年） 2月15日：文章得業生、讃岐権少目
- 時期不詳：従八位上[11]
- 元慶6年（882年） 4月2日：掌渤海客使[11]
- 元慶7年（883年） 12月27日：従七位下（対策丁科及第）[11]
- 元慶8年（884年） 5月26日：讃岐掾
- 仁和2年（886年） 正月16日：少外記
- 仁和4年（888年） 11月25日：従五位下
- 寛平2年（890年） 正月28日：図書頭
- 寛平3年（891年） 3月9日：文章博士
- 寛平4年（892年） 正月26日：兼尾張介。5月23日：兼讃岐介
- 寛平5年（893年） 2月21日：式部少輔、兼官如元
- 寛平6年（894年） 正月7日：従五位上。8月16日：右少弁
- 寛平7年（895年） 8月13日：正五位下。8月13日：大学頭、式部少輔・文章博士・讃岐介如元（三職兼帯例）
- 寛平8年（896年） 正月21日：聴雑袍（昇殿か）。12月16日：従四位下
- 寛平9年（897年） 5月25日：式部大輔、文章博士如元。6月19日：兼侍従
- 昌泰2年（899年） 2月11日：右大弁、兼官如元
- 昌泰3年（900年） 5月15日：左大弁、侍従如元
- 延喜2年（902年） 正月26日：参議、左大弁如元
- 延喜3年（903年） 正月7日：従四位上。1月11日：兼讃岐権守
- 延喜7年（907年） 正月13日：兼讃岐守
- 延喜8年（908年） 正月7日：正四位下
- 延喜10年（910年） 正月13日：従三位・権中納言
- 延喜11年（911年） 正月13日：中納言
- 延喜12年（912年） 2月10日：薨去（中納言従三位）

## 系譜
注記のないものは『尊卑分脈』による。
- 父：紀貞範[12]
- 母：不詳
- 妻：文室氏の娘
- 生母不明の子女
  - 長男：紀淑望（?-919）
  - 次男：紀淑人
  - 三男：紀淑光[12]（869-939）
  - 四男：紀淑信
  - 五男：紀淑行
  - 六男：紀淑間
  - 七男：紀淑方
  - 八男：紀淑久
  - 九男：紀淑江[13]